# Wolfgang Neuss
Wolfgang Neuss (3 décembre 1923 - 5 mai 1989) est un acteur allemand et un artiste de cabaret. À partir du milieu des années 1960, il est également connu pour son engagement politique, d'abord pour le SPD, puis pour l'opposition extra-parlementaire APO. Il est mort en 1989 d'un cancer de longue date.

## Biographie
À l'âge de 15 ans, il va à Berlin afin de devenir clown mais n"est pas reçu. Lorsque l'Allemagne entre dans la Seconde Guerre mondiale, Neuss est enrôlé, d'abord au service du travail du Reich où il est occupé à la construction de routes. Plus tard, il est envoyé sur le front de l'Est où il est blessé et est récompensé de la croix de fer. C'est lors de ses séjours dans les hôpitaux militaires et, après la guerre, pendant la détention militaire, que Neuss découvre son intérêt pour le théâtre et pour le cabaret.

## Filmographie (sélection)
- 1950 :  Wer fuhr den grauen Ford?
- 1952 :  Pension Schöller
- 1952 :  Die Spur führt nach Berlin
- 1953 :  Hollandmädel
- 1953 :  Hurra – ein Junge!
- 1953 :  Die Kaiserin von China
- 1953 :  Der Onkel aus Amerika
- 1953 :  Ne craignez pas les grosses bêtes (Keine Angst vor großen Tieren)
- 1954 :  Auf der Reeperbahn nachts um halb eins
- 1954 :  Die schöne Müllerin
- 1954 :  Die goldene Pest
- 1955 :  Banditen der Autobahn
- 1955 :  Le Chemin du paradis (Die Drei von der Tankstelle)
- 1955 :  Urlaub auf Ehrenwort
- 1955 :  Ciel sans étoiles (Himmel ohne Sterne) de Helmut Käutner : Vopo Edgar Bröse
- 1955 :  Un vilain petit canard (Ich war ein häßliches Mädchen) de Wolfgang Liebeneiner
- 1955 :  Unternehmen Schlafsack
- 1955 :  Oberwachtmeister Borck
- 1955 :  Le Joyeux Vagabond (Der fröhliche Wanderer)
- 1955 :  Die heilige Lüge
- 1955 :  Ich war ein häßliches Mädchen
- 1955 :  Le Général du Diable (Des Teufels General)
- 1956 :  Ein Mann muß nicht immer schön sein
- 1956 :  Charleys Tante
- 1956 :  Ohne Dich wird es Nacht
- 1956 :  Mädchen mit schwachem Gedächtnis
- 1956 :  Le Capitaine de Köpenick (Der Hauptmann von Köpenick) de Helmut Käutner
- 1957 :  Ferien auf Immenhof
- 1957 :  Frühling in Berlin
- 1957 :  Der müde Theodor
- 1958 :  Wir Wunderkinder
- 1958 :  Der Maulkorb
- 1958 :  Der Stern von Santa Clara
- 1958 :  L'Auberge du Spessart (Das Wirtshaus im Spessart)
- 1958 :  Nick Knattertons Abenteuer
- 1958 :  Schwarzwälder Kirsch
- 1958 :  Les Diables verts de Monte Cassino (Die grünen Teufel von Monte Cassino)
- 1959 :  Napoleon in New Orleans (téléfilm)
- 1959 :  Des roses pour le procureur (Rosen für den Staatsanwalt) de Wolfgang Staudte
- 1959 :  Der lustige Krieg des Hauptmann Pedro
- 1959 :  Die Nacht vor der Premiere
- 1959 :  Hier bin ich – hier bleib ich
- 1959 :  Liebe verboten – Heiraten erlaubt
- 1960 :  Als geheilt entlassen
- 1960 :  Wir Kellerkinder
- 1961 :  Der Traum von Lieschen Müller
- 1961 :  Immer Ärger mit dem Bett
- 1961 :  Gestatten, mein Name ist Cox (série télévisée)
- 1961 :  Macky Pancake (série télévisée, 3 épisodes)
- 1962 :  Genosse Münchhausen
- 1963 :  Die endlose Nacht
- 1964 :  La Morte de Beverly Hills (Die Tote von Beverly Hills) de Michael Pfleghar
- 1965 :  Serenade für zwei Spione
- 1966 :  Der schwarze Freitag
- 1966 :  Katz und Maus
- 1969 :  Rotmord
- 1974 :  Chapeau Claque
- 1984 :  Is was, Kanzler?